# Битва под Комарно (1919)
Битва под Комарно (чеш. Bitva o Komárno) — сражение, произошедшее в ходе Чехословацко-венгерской войны, которое закончилось катастрофическим поражением Венгерской Красной армии.

## Предыстория
Изначально в городе предлагалось разместить один полк в качестве гарнизона, но в итоге был размещен 1-й батальон под командованием майора Антонина Басла. Вскоре в городе начали проходить забастовки из-за недовольства населения размещением в городе чехословацких войск.
Венгры планировали начать наступление 1 мая. Новость о готовящемся наступлении вскоре дошла до полковника чехословацкой армии Маккалуса, однако он не обратил на это внимания.

## Ход сражения
В ночь на 1 мая под прикрытием густого тумана венгерская артиллерия обстреляла чехословацкие позиции. Под прикрытием артиллерии венгры переправили свои войска через Дунай. Венгерские войска, подавив сопротивление небольшого чехословацкого отряда, двинулись на Комарно. Однако на железнодорожной станции они встретили организованное сопротивление чехословацких войск, несмотря на численное превосходство. Майор Басл обратился за помощью к части легионерского 34-го стрелкового полка в Нове-Замках, который прибыл ранним утром.
В 6 часов Басл организовал контратаку, которая обратила венгерские войска в бегство, а сопротивление отдельных отрядов было подавлено.

## Последствия
Успешные действия чехословацких войск значительно поднял боевой дух солдат, расположенных в Словакии. 
В донесении венгерского Верховного командования Красной армии организаторам наступления было написано: «Они провели акцию, направленную на взятие города. Однако она закончилась полным поражением и привела к большим потерям. Наступление было проведено без подготовки... увидев печальные последствия, они трусливо бежали с позиций».